# Byasa polyeuctes
Byasa polyeuctes is een vlinder uit de familie van de pages (Papilionidae). De wetenschappelijke naam werd gepubliceerd in 1842 door Edward Doubleday.

## Kenmerken

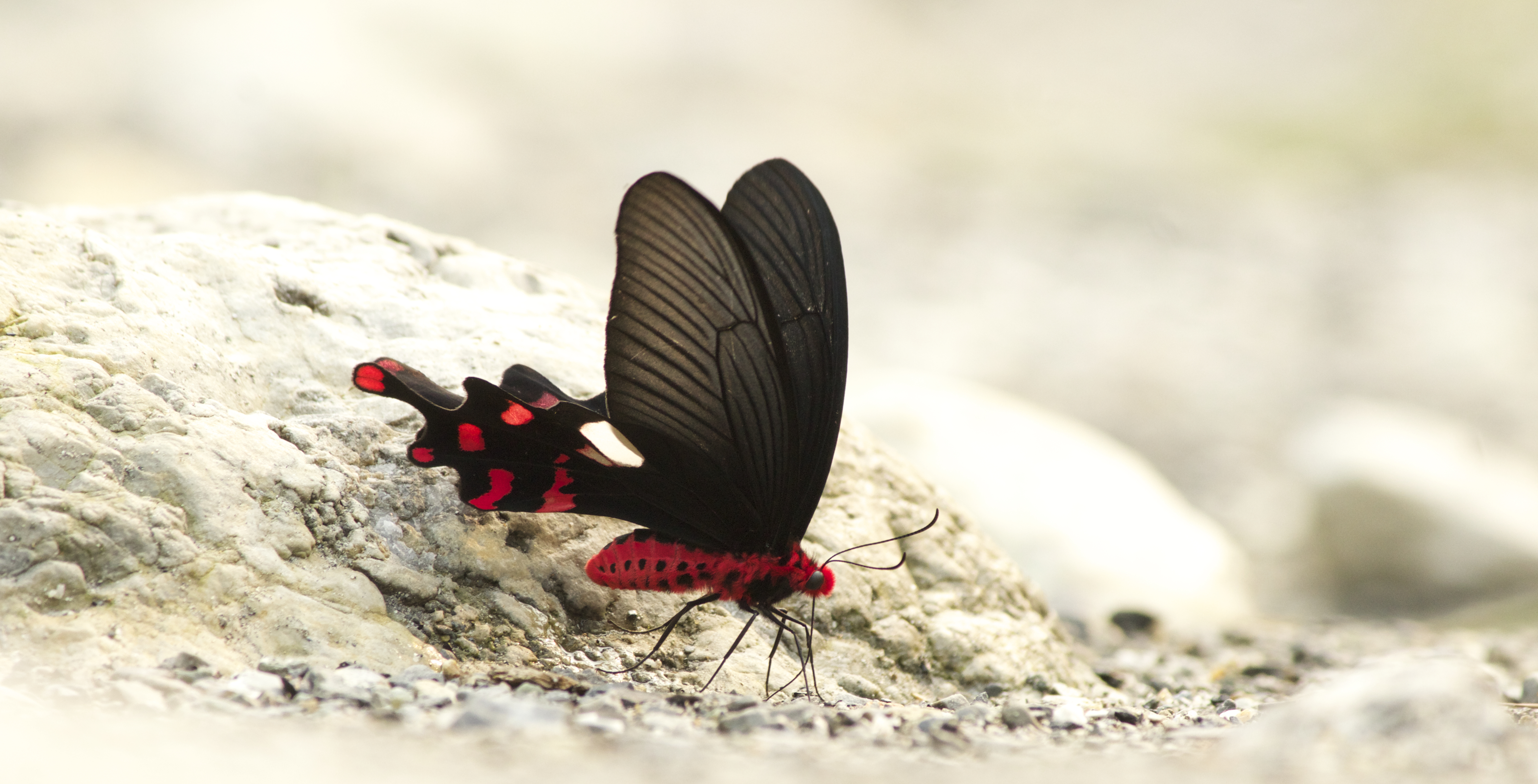

De vleugels en het lichaam zijn zwart. De achtervleugels hebben twee hartvormige, witte vlekken en meerdere rode vlekken en hebben de vorm van een eikenblad. De spanwijdte is ongeveer 10-12 cm.

## Verspreiding en leefgebied
De vlinder komt voor in China en Taiwan, in open delen van het regenwoud, in de buurt van mineraalrijk water.

## Waardplanten
De waardplanten zijn Aristolochia-soorten.